# زبان اشاره زنان ارمنی
زبان اشاره زنان ارمنی یا زبان عروس (به ارمنی: հարսներէն) گونه‌ای از زبان اشارهٔ بومی در ارمنستان و قفقاز جنوبی است. این زبان اشاره با هیچ زبان اشارهٔ دیگری همخانواده نیست ولی ممکن است با زبان اشارهٔ صومعه‌ای در اروپا در ارتباط باشد. این زبان به علّت تابوهای گفتاری مربوط به ازدواج در جوامع ارمنی شکل گرفت. زبان‌های اشارهٔ بومی استرالیا نیز در چنین موقعیتی شکل گرفته‌است. این زبان امروزه دیگر کاربردی ندارد.
قانون‌های سختگیرانه پدرسالارانهٔ جامعهٔ آن زمان ارمنی، به زنِ تازه‌عروس اجازهٔ صحبت کردن در حضور شوهر، خانوادهٔ او و عدّه‌ای دیگر از اشخاص را نمی‌داد، به همین جهت تازه‌عروسان از این اشارات برای برقراری ارتباط بهره می‌جستند. در دههٔ ۱۹۳۰ در استان تاووش تحقیقاتی راجع به این زبان انجام شد.
جامعهٔ ناشنوای ارمنستان زبان اشاره مخصوص خود را دارند که به آن زبان اشاره ارمنی می‌گویند.